# Marko Pavić
Marko Pavić (ur. 18 czerwca 1979 w Zagrzebiu) – chorwacki polityk, fizyk i oceanograf, w latach 2017–2019 minister pracy i systemu emerytalnego, od 2019 do 2020 minister rozwoju regionalnego i zarządzania funduszami europejskimi.

## Życiorys
Absolwent fizyki, meteorologii i oceanografii na Uniwersytecie w Zagrzebiu. Pracował na macierzystej uczelni, a także w branży konsultingowej i jako menedżer projektów. Działał w organizacjach młodych naukowców.
Wstąpił do Chorwackiej Wspólnoty Demokratycznej. W grudniu 2016 został sekretarzem stanu w resorcie pracy i systemu emerytalnego w rządzie Andreja Plenkovicia. W czerwcu 2017 w trakcie rekonstrukcji gabinetu stanął na czele tego ministerstwa. W czerwcu 2019 przeszedł na stanowisko ministra rozwoju regionalnego i zarządzania funduszami europejskimi.
W 2020 z ramienia HDZ wybrany na posła do Zgromadzenia Chorwackiego. W lipcu tegoż roku zakończył pełnienie funkcji ministra. W 2024 nie został ponownie wybrany do parlamentu, mandat poselski objął jednak na początku kadencji w miejsce innego z deputowanych.